# Луста Петро Васильович
Петро Васильович Луста (23 квітня 1913, Дубов'язівка — 21 квітня 1945, Берлін) — Герой Радянського Союзу, в роки німецько-радянської війни командир 344-го танкового батальйону 91-ї танкової бригади 3-ї гвардійської танкової армії 1-го Українського фронту, майор.

## Біографія
Народився 23 квітня 1913 року в селі Дубов'язівка Конотопського району Сумської області України в сім'ї робітника. Українець. Член ВКП (б) з 1942 року. Закінчив сім класів неповної середньої школи та Київський авіаційний технікум. Працював слюсарем-монтажником на заводі «Більшовик» у Києві.
У 1934 році призваний до лав Червоної Армії. У 1938 році закінчив Ульяновське бронетанкове училище. У боях німецько-радянської війни з червня 1941 року. Воював на Брянському і 1-му Українському фронтах. Був двічі поранений.
344-й танковий батальйон під командуванням капітана П. В. Лусти в ніч на 7 листопада 1943 року в числі перших увірвався на залізничну станцію Фастів Київської області. В ході маршу і боїв за місто показав себе вмілим командиром, проявив мужність і стійкість. Гітлерівці протягом трьох діб намагалися повернути собі втрачений опорний пункт, але безуспішно. Тільки 9 і 10 листопада 1943 року в боях за Фастів противник втратив до сорока танків.
Указом Президії Верховної Ради СРСР від 10 січня 1944 року за мужність і відвагу, проявлені в боях за розширення плацдарму на Дніпрі і оволодіння залізничним вузлом і містом Фастів, капітану Петру Васильовичу Лусті присвоєно звання Героя Радянського Союзу з врученням ордена Леніна і медалі «Золота Зірка» (№ 2091).

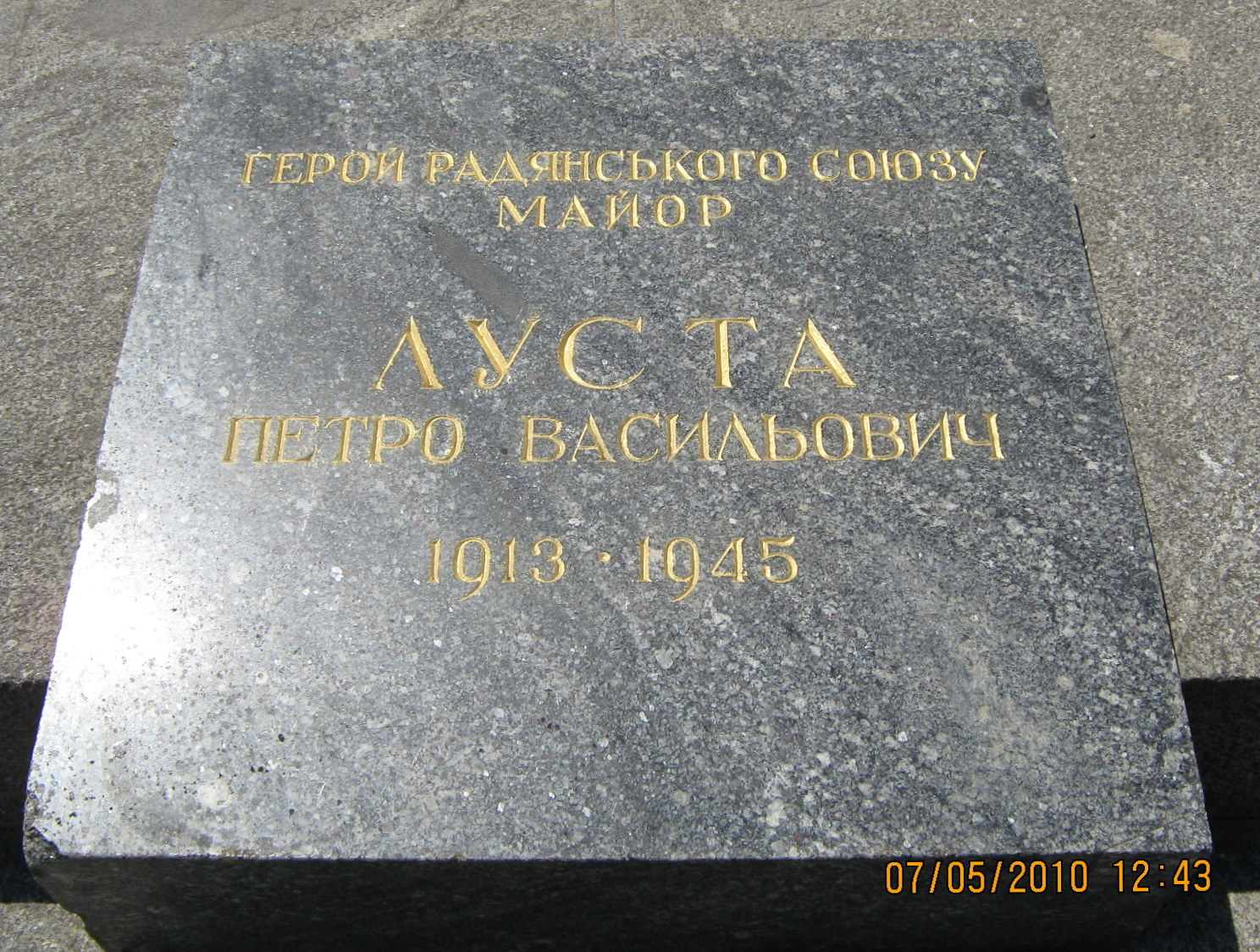
Могила Петра Лусти

З боями пройшов до столиці фашистської Німеччини. Брав участь у звільненні Польщі. 21 квітня 1945 року в одному з вуличних боїв танковому батальйону майора П. В. Лусти перегородили шлях фашистські винищувачі танків, озброєні фаустпатронами, і автоматники. Піхота, що наступала спільно з танковим батальйоном, під вогнем противника змушена була залягти. Настав критичний момент бою. Тоді майор Петро Васильович Луста сам підняв воїнів в атаку і загинув, убитий фашистської кулею. Похований у Києві у Парку Вічної Слави.

## Нагороди, пам'ять
Нагороджений орденом Леніна, орденом Червоного Прапора, орденом Вітчизняної війни 2-го ступеня, орденом Червоної Зірки, медалями.
У парку Тиргартен (Берлін) його ім'я викарбувано на пілоні меморіалу. Одна з вулиць смт Дубов'язівка носить ім'я Героя. У Конотопському краєзнавчому музеї зібрані матеріали, що розповідають про ратний подвиг П. В. Лусти. Тут зберігаються фотографії, документи, особисті речі Героя.